# رشيد درباس
رشيد درباس (مواليد عام 1941 في مدينة طرابلس) هو وزير لبناني سابق يعمل بالمحاماة وشغل سابقاً منصب نقيب محامي الشمال و لديه العديد من المجموعات الشعرية، شغل حقيبة وزارة الشؤون الاجتماعية في حكومة الرئيس تمام سلام ويعتبر من الكتلة الوسطية في الحكومة.